# VK Singidunum
Vaterpolo klub Singidunum, vaterpolski klub iz Beograda, Srbija. Osnovan je 2008. godine, a trenutno se natječe u Prvoj A ligi Srbije. Domaće utakmice igra na Banjici.

## Povijest
Klub je osnovan 1. lipnja 2008. godine, a punopravni član Vaterpolo saveza Srbije je postao 14. studenog iste godine. Singidunum je s natjecanjem krenuo od sezone 2008./09. u Prvoj B ligi Srbije, drugoj razini srbijanskog klupskog vaterpola, kada je zauzeo četvrto mjesto. U sezoni 2009./10. je kao drugoplasirani u Prvoj B ligi igrao doigravanje za ulazak u Prvu A ligu Srbije. Ipak je poražen od beogradskog Studenta, petoplasirane momčadi Prve A lige, s 2:1 u pobjedama. Sezonu 2010/11. završio je na trećem mjestu. Već u sezoni 2011./12., četvrtoj natjecateljskoj sezoni od osnivanja, klub je uspio osigurati ulazak u Prvu A ligu, osvojivši prvo mjesto u Prvoj B ligi.

## Vanjske poveznice
- Službena stranica  Arhivirana inačica izvorne stranice od 17. ožujka 2013. (Wayback Machine)